# Alpesi kőszáli kecske
Az alpesi kőszáli kecske (Capra ibex) az emlősök (Mammalia) osztályának párosujjú patások (Artiodactyla) rendjébe, ezen belül a tülkösszarvúak (Bovidae) családjába és a kecskeformák (Caprinae) alcsaládjába tartozó faj.

## Előfordulása
Napjainkban csak az Alpokban fordul elő Ausztria, Franciaország, Németország, Olaszország, Szlovénia és Svájc területén, de a késő pleisztocén és a közép holocén idején megtalálható volt még az Appenninekben, a Kárpátokban, a Balkán-félszigeten, a Dinári-hegységben és a Tátrában is.
A túlvadászás miatt az alpesi kőszáli kecske Olaszország északi részére és Délkelet-Franciaország hegységébe szorult vissza. De manapság sok helyre telepítették vissza az Alpokon; még Bulgáriába is bevitték.

## Megjelenése
Az alpesi kőszáli kecske 1,5–1,6 méter testhosszúságú, rövid farkú, 80–100 cm marmagasságú és 75–100 kg tömegű állat. A teste zömök, a nyaka középhosszú, a feje aránylag kicsi, de a homloka erősen domború. Lábai erősek és középmagasak.

### Szarva

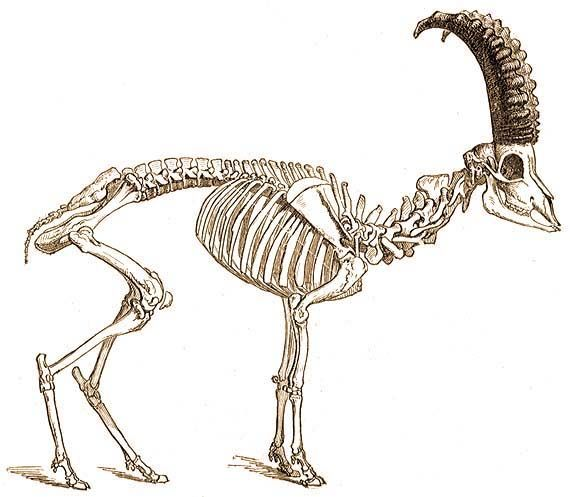
Alpesi kőszáli kecske csontváza

A szarv – amelyet mindkét nem visel – az öregebb bakoknál jelentős nagyságú és ív vagy félhold formában ferdén hátrafelé hajlik. A szarvak a tövüknél – ahol a legvastagabbak – egymáshoz nagyon közel állanak, innen a hegyükig fokozatosan vékonyodva ugyancsak fokozatosan távolodnak is egymástól. Keresztmetszetük háromszög alakú, amely széles oldalával előrefelé van rajzolva. Az évgyűrűk különösen az elülső lapon erős, hatalmas, duzzadt kiemelkedések, kidudorodások, amelyek az oldallapokon keresztül is folytatódnak, vagyis gyűrűsen körülfutják a szarvat, de ezeken mégsem emelkednek ki annyira, mint az elülső lapon. A gyűrűs kidudorodások a szarv közepén a legerősebbek és itt is állnak a legsűrűbben, míg a tő és hegye felé lassanként kisebbednek. A kifejlett bakoknak majdnem aránytalanul nagy a szarvuk, amely a legkisebb fejmozgás esetén is nagy ívet ír le. Az idősebb példányok szarva a 80–100 cm hosszúságot és a 10–15 kg tömeget is elérhetik. A nőstény szarva inkább hasonlít a nőstény házi kecske, mint a hím kőszáli kecske szarvához. A nőstény szarva aránylag kicsiny, majdnem hengeres, átlósan redőzött és egyszerűen hátrafelé görbült. A kifejlett állat szarvának hosszúsága nem több, mint legfeljebb 35 cm. A fiatal kőszáli kecskéknél már életük első hónapjában kiütközik a szarv. Az egyéves bakoké még csak rövid csonk, amelynek szorosan a tövénél már látható a bütykös harántléc vagy redő. A kétéves bak szarván már körülbelül 2–3 duzzadt redő mutatkozik, a hároméves baknak már 45 cm hosszú és jelentékeny számú csomóval díszített szarvai vannak. Ezeknek a csomóknak a száma most már mind több és több lesz és az idős állatokon elérheti a huszonnégyet is. Az állat korát azonban ezekből a csomókból éppoly kevéssé lehet megállapítani, mint az azok között kevéssé észrevehető évgyűrűkből.

### Szőrzete

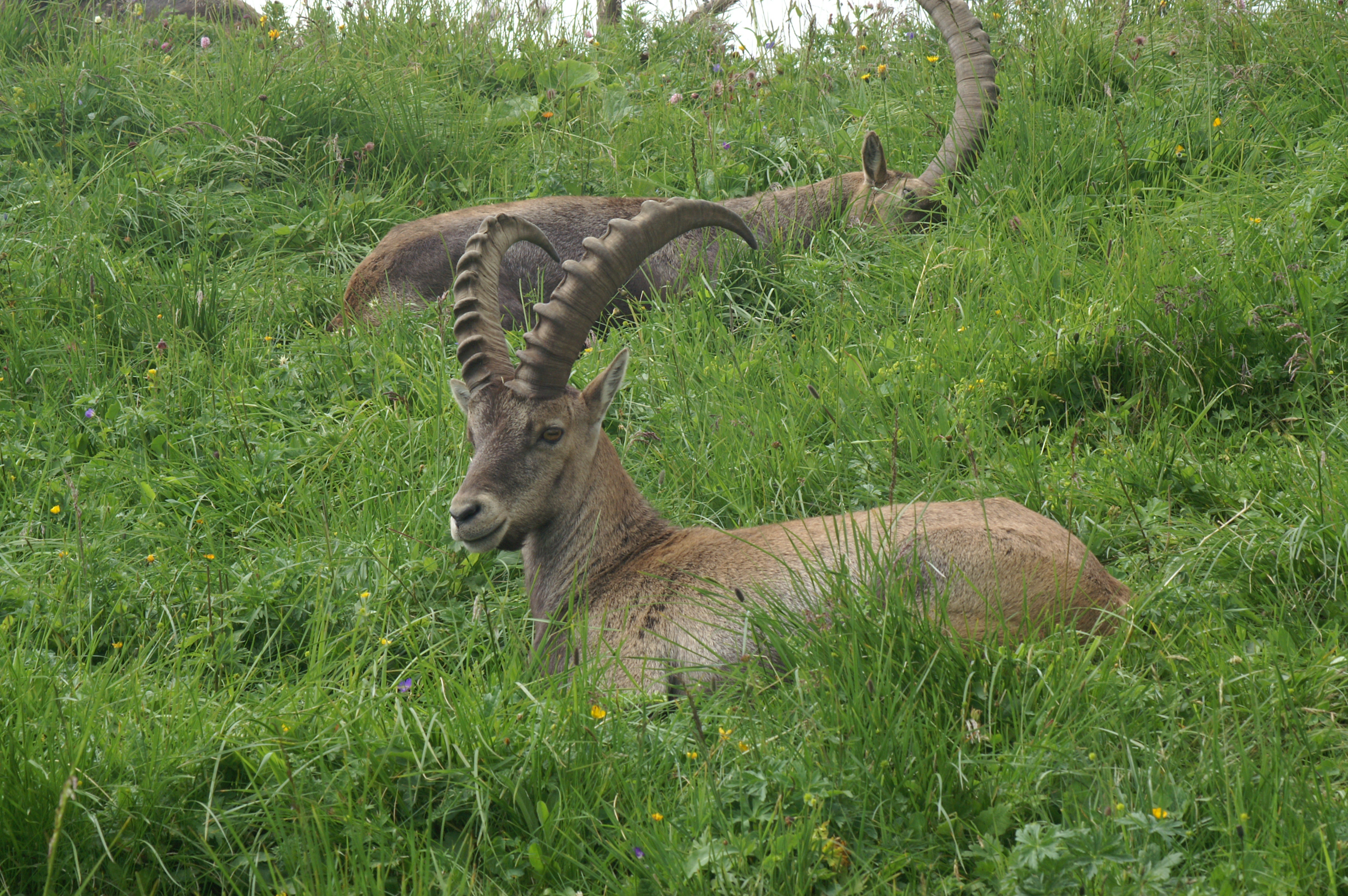
Fiatal bakok

A szőrzet durva és tömött és az évszakok szerint különböző. Télen hosszabb, durvább, göndörebb és fénytelenebb, nyáron rövidebb, finomabb. Télen összekeveredik a pehelyszőrökkel, ami azután a növekedő melegben kihullik, és a test felső részén gyapjasabb vagyis rövidebb és sűrűbb lesz, mint alul. Kivéve a nyak hátsó részén és a nyakszirten, ahol a szőrzet sörényszerűen kiemelkedő. Az idős hímeknél a tarkón meg is hosszabbodik és itt, valamint az alsó állkapcson is, egyidejűleg göndörödik, és forgót is alkot. Itt legfeljebb 5 cm hosszú kis szakállt látunk, amely a fiatalabb bakoknál és a nőstényeknél teljesen hiányzik.
A szín a kor és az évszak szerint némileg különböző. Nyáron vörösesszürke, télen inkább sárgásszürke. A hát kissé sötétebb, mint a test alsó része, középen kissé elmosódó barna csík húzódik végig. A homlok, fejbúb, orrhát és torok sötétbarna, az áll a szemek előtt, a fülek alatt, az orrlyukak mögött halvány rozsdaszínű, a fül kívül halványbarna, belülről fehéres. Egy barna vagy feketésbarna hosszú csík választja el az alsó és felső oldalt, ezenkívül a mell, a nyak alsó része és a lágyékok sötétebbek, mint a többi helyen és a lábszárakon az alapszín sötétebb árnyalatú. Az alsó test közepe és a fark környéke fehér, a farok felül barna, a hegyén feketésbarna, a hátulsó lábak hátsó felén világoshalványan fehéres hosszú csík fut végig; előrehaladott korban a színeződés egyenletesebb. A bak és a nőstény szőrbundája (gereznája) majdnem megegyezik, de a nőstény hátán nincsen csík és inkább halvány sárgásbarna színű. Sörénye rövidebb és jelentéktelenebb, szakállnak nyomát sem lehet látni. A gidák első szőrzete az anyjukéhoz hasonlít, de a hímneműeknek már születésüktől kezdve megvan a sötét hátcsíkjuk.

## Életmódja

### Viselkedése

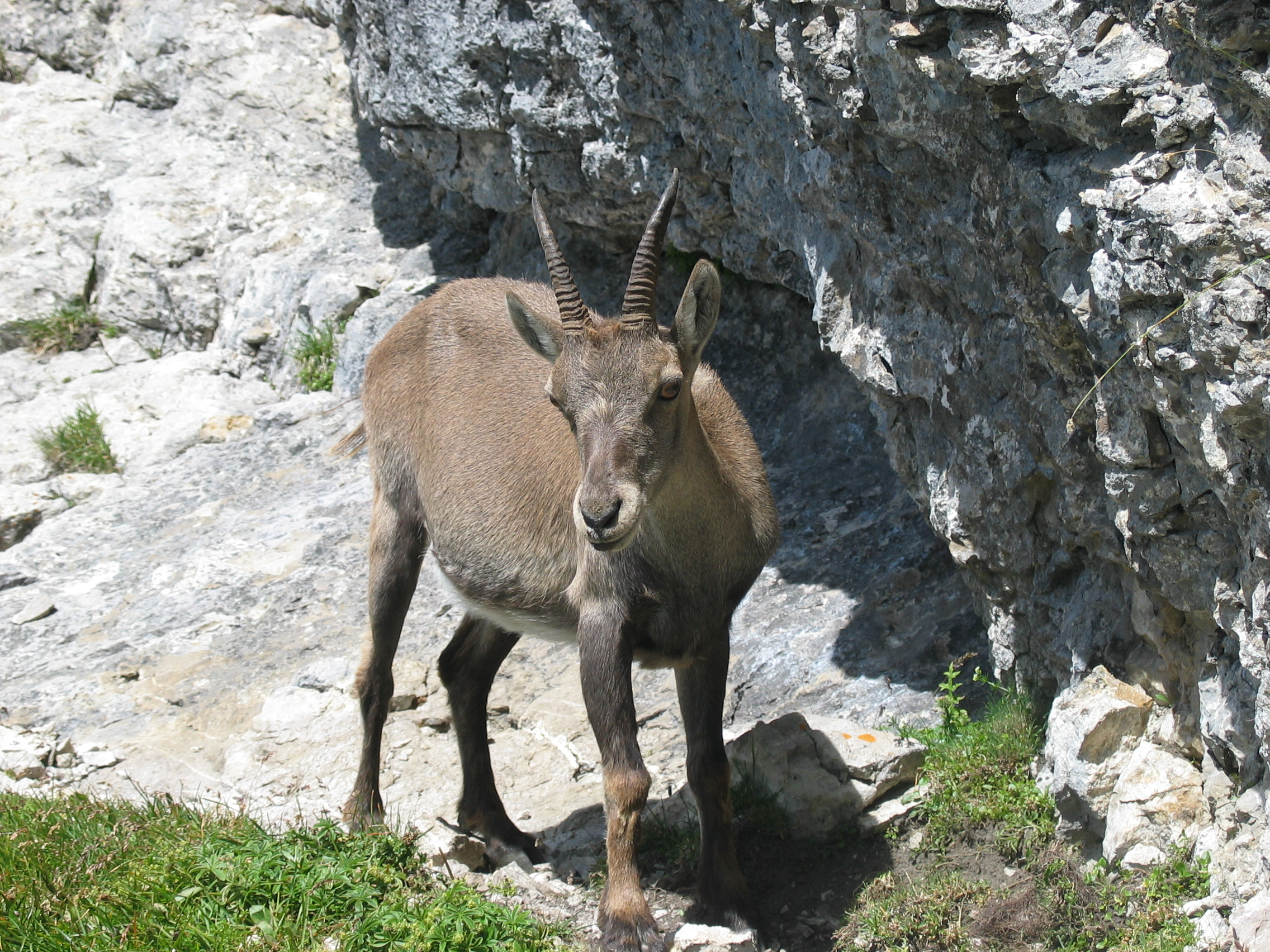
Figyelő nőstény

Az alpesi kőszáli kecske kisebb-nagyobb csapatokat alkot, amelyekhez az öreg bakok csak a párzás idején csatlakoznak, míg az év többi hónapjaiban magányosan élnek. Nyáron rendszerint az emberek számára elérhetetlen meredek, szakadékos hegyoldalakon tartózkodik. Legtöbbször a hegy árnyékos oldalát választja. Télen mélyebbre szoktak leereszkedni. A nőstények és a gidák minden évszakban alacsonyabb övben élnek, mint a bakok, amelyek annyira vonzódnak a nagy magassághoz, hogy csak a táplálék hiánya és a legnagyobb hideg kényszerítik őket a mélyebbre való leereszkedésre. A nyári hőséget a kőszáli kecske sokkal kevésbé tűri, mint a kemény téli hideget, amellyel szemben szinte érzéketlen. A 6 éven felüli bakok a hegység legmagasabb helyeit foglalják el és mindjobban elkülönülnek fajtársaiktól. Végül a legszigorúbb hideggel szemben is annyira érzéketlenné válnak, hogy egészen fenn a magasban gyakran szembefordulnak a viharral, szoborként állva a kiugró sziklákon. Ilyenkor nem ritkán a fülük hegye le is fagy. A zergékhez hasonlóan a kőszáli kecskék is az erdőkben töltik az éjszakát. Nyáron azonban a kopár magaslatoktól sohasem távoznak messzebb egy negyedórányinál.
Napkeltekor legelészve felfelé kúsznak és végül a legmelegebb és legmagasabb, keletre vagy délre fekvő helyeken tanyáznak. Délután azután ismét legelészve lefelé ereszkednek, hogy lehetőség szerint az erdőségekben tölthessék az éjszakát. A kőszáli kecskét leginkább reggel 6 óra előtt és délután 4 óra után lehet látni, a közbeeső időben pihennek. A legelőhelyeik felkeresése során mindig azonos ösvényt követnek, és bizonyos meghatározott helyeken rendszeresen megpihennek, a legszívesebben kiugró sziklákon, amelyek nekik hátfelől védelmet és emellett szabad kilátást nyújtanak.
Egyetlen más kérődző sem vált alkalmassá annyira a legmeredekebb hegyek megmászására, mint a kőszáli kecskék általában és különösen az alpesi kőszáli kecske bakja. Ez a bak gyorsan, kitartóan és csodálatraméltó ügyességgel mászik és hihetetlen biztonsággal és gyorsasággal kúszik fel olyan sziklafalon is, amelyen semmilyen más emlősállat nem tud megkapaszkodni. A sziklafal legapróbb egyenetlensége, amelyet emberi szem közelről is alig vesz észre, elegendő neki, hogy arra biztonsággal rálépjen. Egy sziklahasadék vagy egy kis lyuk számára szinte lépcsőfokként szolgál. Patáját ezekben a résekben olyan biztosan és szilárdan helyezi el, hogy a legkisebb helyen is fenn tudja magát tartani. Ilyenkor annyira szét tudja feszíteni csülkeit, hogy talpfelületét az eredeti háromszorosára növeli. Ugróképessége rendkívüli. Míg az ugyanezen a sziklás terepen közlekedő zergéknek ide-oda kell ugrálniuk, hogy az egyensúlyukat megtartsák, a kőszáli kecske egyenes vonalban tud haladni. A majdnem függőleges sziklafalon a zergének gyorsan kell keresztül futnia, a kőszáli kecskének ellenben olyan hajlékony patája van, hogy még ilyen helyeken is egész lassú lépésben tud mozogni.
A kőszáli kecskebak hangja hasonlít a zerge fütyüléséhez, de elnyújtottabb. Megriasztva rövid tüsszentést, megdühödve az orrlyukain hangos fújást hallat. Fiatal korában mekeg. Érzékei közül a látása a legélesebb. A kőszáli kecske szeme élesebb, a szaglása ellenben gyengébb, mint a zergéé. Hallása kitűnő. Tanulékonyságuk megegyezik a házi kecskéével, amint általában az egész viselkedésük a házi kecskééhez hasonló. Fiatal korukban nagyon jellemző rájuk az egymással folytatott játékos kötekedés, amiben gyakran idősebb korukban is kedvüket lelik. Szükség esetén nagy bátorságot és harci kedvet tanúsítanak. A veszedelmes állatokat kerüli, a gyengébbekkel agresszív vagy alig ügyel rájuk. A zergékkel például nem törődik.

### Táplálkozása
Havasi füvek, farügyek, levelek, faágak, különösen az ánizs- és ürömfajok, kakukkfű, a fűz, közönséges nyír, havasalji rózsa, rekettye rügyei és ágai, és télen még ezeken kívül száraz füvek és zuzmók alkotják a táplálékát. A sót rendkívüli módon szereti, éppen ezért rendszeresen megjelenik sótartalmú helyeken és ezeket olyan mohósággal nyalja, hogy néha a saját elővigyázatosságáról is megfeledkezik. Messze hallható sajátságos röfögést vált ki belőle az a jó érzés, amit ez az élvezet nyújt.

## Szaporodása

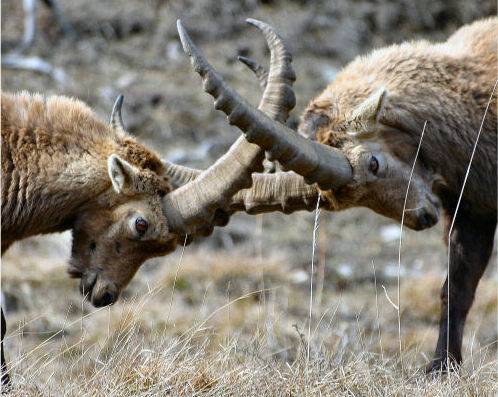
A bakok küzdelme

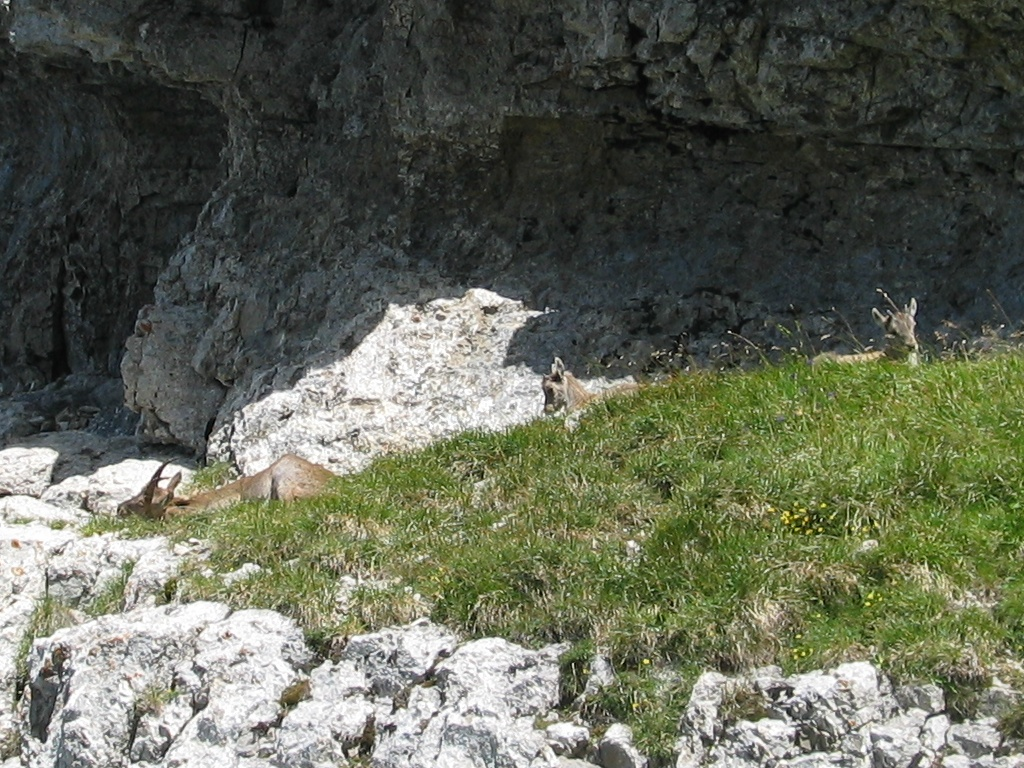
Anya és két gidája

A párzási időszak december végére és január elejére esik. Az erős bakok hatalmas szarvaikkal bátran és makacsul küzdenek, a házi kecske bakjaihoz hasonlóan rohannak egymásra, hátsó lábaikra állva, megkísérlik a lökést oldalról adni és végül a szarvaikkal hevesen és nagy zajjal csapnak össze. Meredek szakadékokban ezek a harcok néha veszélyesek lehetnek. Öt hónappal a párzás után, leginkább június végén, vagy július elején, a nőstény egy körülbelül újszülött házi kecske nagyságú gidát ellik, ezt szárazra nyalja és nemsokára vele együtt fut tovább. A kis gida rendkívül kedves, vidám, hízelgő természetű. Finom gyapjas szőrzettel borítva jön a világra és csak az első ősztől kezdve van szálkásabb, hosszabb szőrökből álló bundája. Már születése után néhány órával majdnem olyan merész hegymászónak bizonyul, mint az anyja. Ez vezeti őt, mekegve hívja magához. Mindaddig amíg szoptatja, sziklabarlangokba rejtőzik vele és csak olyankor hagyja el, ha a fenyegető veszély elől saját életét kell mentenie. Ilyenkor az anya félelmetes lejtőkön menekül és a tátongó szakadékokban keres menedéket. A gida ilyenkor igen ügyesen a kövek mögé és sziklahasadékokba rejtőzik el; teljesen csendben és mozdulatlanul fekszik és minden irányban élesen figyel és szimatol. Szürke szőrruhája annyira hasonlít a sziklafalak és kövek színéhez, hogy még a legélesebb szemű sólyom sem képes őt észrevenni és a szikláktól megkülönböztetni. Amint a veszély elmúlt, a kőszáli kecske anya teljes biztonsággal újra megtalálja az utat a kicsinyéhez. Ha azonban anyja sokáig elmarad, a gida előbújik rejtekhelyéről, hívja az anyját és azután ismét gyorsan elrejtőzik. Ha az anyja elpusztult, úgy kezdetben menekül, azonban nemsokára visszatér és sokáig tartózkodik azon a vidéken, ahol hűséges védelmezőjét elvesztette.
Közeli rokonával, a házi kecskével a kőszáli kecske különös nehézségek nélkül párosodik és olyan hibrid utódok jönnek létre, amelyek ismét ivarképesek.